# Перетинаючи кордон (фільм)
«Перетинаючи кордон» (англ. Crossing Over) — американська драма режисера Вейна Крамера (був також сценаристом і продюсером), що вийшла 2009 року. У головних ролях Гаррісон Форд, Рей Ліотта, Ешлі Джад.
Продюсером стрічки також був Френк Маршал. Вперше фільм у США продемонстрували 27 лютого 2009 року у рамках обмеженого показу.
В Україні у кінопрокаті фільм не демонструвався. Переклад та озвучення українською мовою зроблено студією «1+1».

## Сюжет
Стрічка розказує про нелегальних іммігрантів, що потрапляють до США різними способами, про їхні дії задля отримання дозволу на проживання, а також бюрократичні перепони і боротьбу з нелегалами.

## У ролях
| Актор         | Персонаж                             | Роль                                  |
| ------------- | ------------------------------------ | ------------------------------------- |
| Гаррісон Форд | Макс Броґен (англ. Max Brogan)       | спеціальний агент міграційної поліції |
| Рей Ліотта    | Коул Френкел (англ. Cole Frankel)    | співробітник міграційної служби       |
| Ешлі Джад     | Деніз Френкел (англ. Denise Frankel) | дружина Коула                         |
| Джим Стерджес | Ґевін Коссеф (англ. Gavin Kossef)    | музикант зі Сполученого Королівства   |
| Кліфф Кертіс  | Хамід Бархері (англ. Hamid Baraheri) | спеціальний агент міграційної поліції |
| Алісе Брага   | Мірея Санчес (англ. Mireya Sánchez)  | емігрантка                            |
| Еліс Ів       | Клер Шепард (англ. Claire Shephard)  | актриса з Австралії                   |
| Магершала Алі | Стрікленд (англ. Strickland)         | детектив                              |

## Сприйняття

### Критика
Фільм отримав змішано-негативні відгуки: Rotten Tomatoes дав оцінку 16% на основі 106 відгуків від критиків (середня оцінка 4,1/10) і 53% від глядачів із середньою оцінкою 3,2/5 (50,147 голосів). Загалом на сайті фільми має негативний рейтинг, фільму зарахований «гнилий помідор» від кінокритиків і «розсипаний попкорн» від глядачів, Internet Movie Database — 6,7/10 (16 509 голосів), Metacritic — 38/100 (31 відгук критиків) і 5,4/10 від глядачів (17 голосів). Загалом на цьому ресурсі від критиків фільм отримав негативні відгуки, а від глядачів — змішані.

### Касові збори
Під час показу у США, що почався 27 лютого 2009 року, протягом першого тижня фільм показали у 9 кінотеатрах і він зібрав 77,370 $, що на той час дозволило йому зайняти 47 місце серед усіх прем'єр. Показ протривав 77 днів (11 тижнів) і завершився 23 квітня 2009 року. За цей час фільм зібрав у прокаті у США 455,654 $ (за іншими даними 4,462,332 $), а у решті світі — 3,074,215 $ (за іншими даними 152,012 $), тобто 3,529,869 $ загалом (за іншими даними 4,614,344 $) при бюджеті 25 млн $. Від продажу DVD-дисків було виручено 2,259,338 $.